# Forteresse médicéenne (Arezzo)
Pour les articles homonymes, voir Forteresse médicéenne.
La  forteresse médicéenne d'Arezzo (Fortezza Medicea), se situe sur  Colle di San Donato (viale B. Buozzi) à Arezzo, et elle constitue un important exemple d'architecture militaire défensive italienne du XVIe siècle.
L'édifice à plan pentagonal est inséré dans la ceinture des fortifications au sommet du Prato (305 m), probablement sur les bases médiévales datant des IXe et Xe siècles.
Son pourtour est un pentagone irrégulier qui  s'adapte au terrain, équipé de bastions aux angles pour surplomber et surveiller les alentours.
Depuis ses chemins de ronde on aperçoit toute la ville, la vallée de l'Arno, le massif du Pratomagno et l'Alpe de Catenaia du Casentino.
Lors de sa construction en 1553, fut découverte la Chimère d'Arezzo, une œuvre sculptée en bronze, étrusque, datant du Ve siècle av. J.-C.

## Histoire
En 1319, pendant les travaux de fortification de la ville, fut construit le Cassero di San Donato, qui subit ensuite de graves dommages dus aux révoltes citadines contre l'Évêque Guido Tarlati.
Vers  1343 les Arétins démolirent la forteresse, ensuite reconstruite en 1344, puis, entre 1384 et 1398, la forteresse fut de nouveau démolie (cette fois par les Français).
Ensuite, les Florentins, devenus des maîtres de la ville, la reconstruisirent.
Pendant la révolte de 1502 contre la domination florentine, les Arétins cherchèrent de nouveau à abattre la forteresse. La République florentine donna malgré tout l'ordre de continuer la construction par  les principes de la fortification alla moderna, en confiant les travaux à  Giuliano et  Antonio da Sangallo. Les traces de cette forteresse-là, à forme trapézoïdale, sont encore visibles comme les  restes du pont de Soccorso, ceux de  l'église sur le flanc oriental et de quelques courtines.

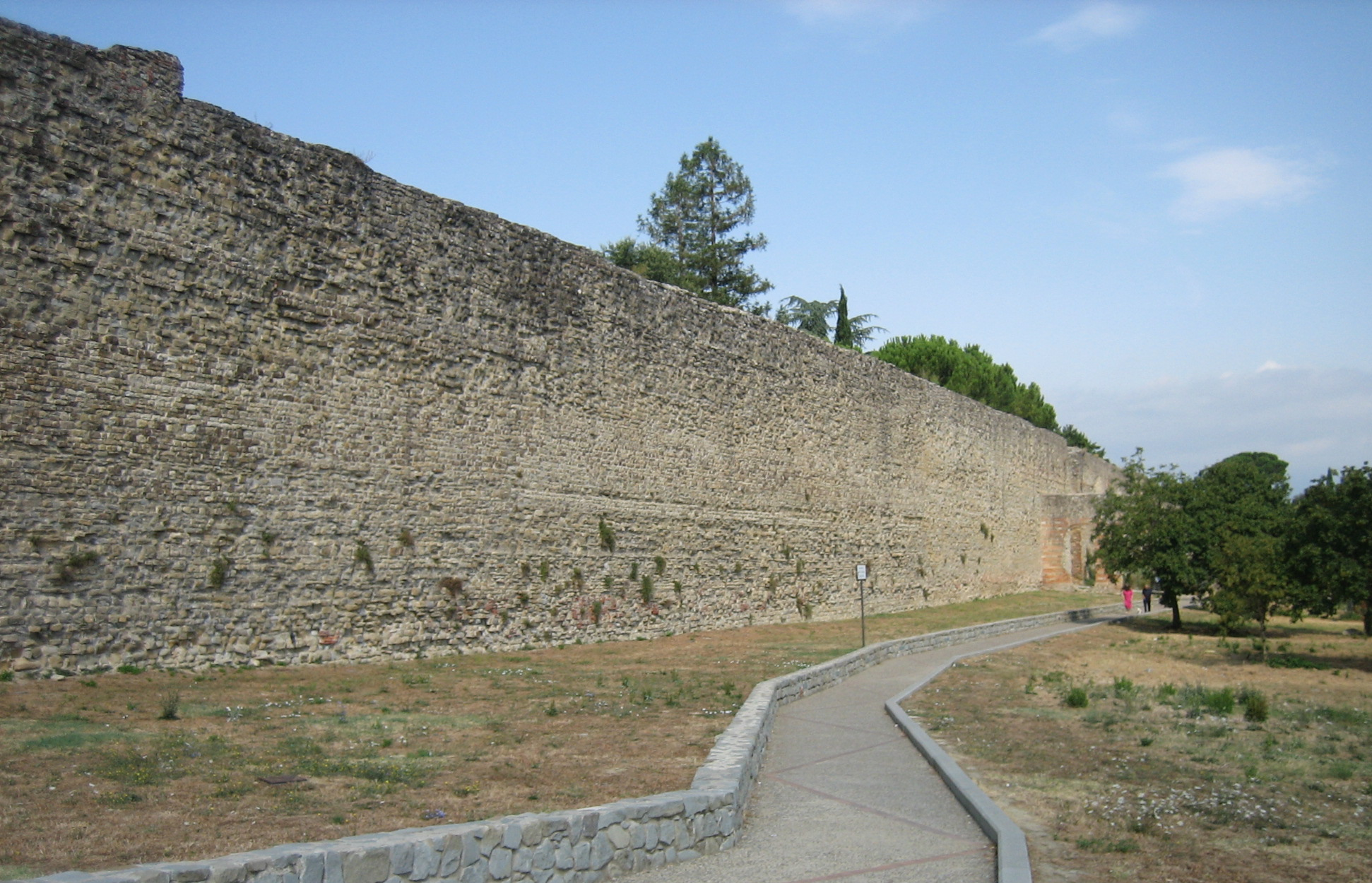
Mur d'enceinte préexistant

L'actuel édifice qui reprend les plans originaux de Giuliano et de Antonio da Sangallo, sont effectués sur ordre de  Cosme Ier de Médicis, entre 1538 et 1560 et sous la direction d'Antonio da Sangallo le Jeune.
Les travaux absorbèrent une partie de l'édifice précédent : la nouvelle construction, avec ses trois portes, était entourée d'un vaste fossé, et comprenait les bastions du Belvedere, de la Spina, de la Diacciaia sur le flanc occidental et là l'intérieur des chambres, des galeries, un puits et des prises d'air.
Au début du XIXe siècle les troupes françaises tentèrent de faire sauter la forteresse (les traces des explosions des mines sont encore visibles sur le flanc ouest).
En 1868, elle fut restaurée.
La famille Fossombroni acquit la Forteresse vers 1850 et en 1893, par testament du Comte Enrico, elle devint possession de la Commune.
Lui fut adaptée un jardin et une promenade pour le public avec différents travaux exécutés dans la période 1896-1904. À l'intérieur d'un des bastions, a été retrouvée une porte de la forteresse du Trecento, ornée d'une statue de saint Michel Michel Archange, maintenant conservée dans un des musées de la ville.

## Source de traduction
- (it) Cet article est partiellement ou en totalité issu de l’article de Wikipédia en italien intitulé « Fortezza Medicea (Arezzo) » (voir la liste des auteurs).